# Mercedes (Camarines Norte)
Mercedes è una municipalità di quarta classe delle Filippine, situata nella Provincia di Camarines Norte, nella Regione del Bicol.
Mercedes è formata da 26 baranggay:
- Apuao
- Barangay I (Pob.)
- Barangay II (Pob.)
- Barangay III (Pob.)
- Barangay IV (Pob.)
- Barangay V (Pob.)
- Barangay VI (Pob.)
- Barangay VII (Pob.)
- Caringo
- Catandunganon
- Cayucyucan
- Colasi
- Del Rosario (Tagongtong)

- Gaboc
- Hamoraon
- Hinipaan
- Lalawigan
- Lanot
- Mambungalon
- Manguisoc
- Masalongsalong
- Matoogtoog
- Pambuhan
- Quinapaguian
- San Roque
- Tarum